# إد لوثر
إد لوثر (بالإنجليزية: Ed Luther)‏ هو لاعب كرة قدم أمريكية أمريكي، ولد في 2 يناير 1957 في غاردينا في الولايات المتحدة.

## وصلات خارجية
- إد لوثر على موقع مرجع كرة القدم المحترفة.كوم (الإنجليزية)